# كريغ ميراي
كريغ ميراي (بالإنجليزية: Craig Murray) دبلوماسي بريطاني من مواليد 17 أكتوبر 1958. تقلد عدة مناصب مهمة منها منها منصب سفير المملكة المتحدة في أوزبكستان قبل عزله من منصبه بتاريخ 14 أكتوبر 2004 بسبب معارضته الدعم الذي قدمه إسلام كاريموف لتحالف الحرب على الإرهاب وإبلاغه وزارة خارجية بلاده بالطابع «الفاشي» لنظام كاريموف حسب تعبير ميراي، واللجوء المبالغ فيه إلى التعذيب وبعد سياسة شد الحبل التي دامت طويلا مع حكومة توني بلير، قرر ميراي رفع الغطاء عن تلك الملابسات.
ولقد قادت وشايته إلى اكتشاف شبكة اختطاف جماعي، وحجز الأشخاص ثم تعذيبهم. الشبكة التي وضع أسسها وكالة المخابرات الأمريكية و«إم آي 6» بعد أحداث 11 سبتمبر 2001. والتي يبقى ملف «الرحلات السرية» بأوربا أكثرها توثيقا. في نوفمبر من عام 2005, شارك كريغ ميراي في فعاليات المؤتمر العالمي «محور من أجل السلام», والذي نظمته شبكة فولتير. وفي يوليو 2006, قام كريغ ميراي بنشر شهادته تحت عنوان «جريمة اغتيال في سمرقند». وحسب السفير ذاته، والذي تم تهديده بأقصى العقوبات القضائية، فإنه أجبر على الرجوع عن نشر الوثائق الرسمية التي في حوزته داخل بريطانيا، مفضلا نشرها على شبكة فولتير.